# Regions Morgan Keegan Championships and the Cellular South Cup
Regions Morgan Keegan Championships and the Cellular South Cup är tennisturneringar som spelas i Memphis, Tennessee i USA. Regions Morgan Keegan Championship är en turnering på ATP-touren och har spelats där sedan 1976. År 2002, flyttades en turnering på damernas WTA-tour från Oklahoma City till Memphis, där den har spelats sedan dess under namnet The Cellular South Cup. Båda tävlingarna spelas inomhus på hardcourt i februari. 

## Regions Morgan Keegan Championships

### Singel
| År   | Mästare            | Finalist             | Resultat                  |
| ---- | ------------------ | -------------------- | ------------------------- |
| 1976 | Vijay Amritraj     | Stan Smith           | 6-2, 0-6, 6-0             |
| 1977 | Björn Borg         | Brian Gottfried      | 6-4, 6-3, 4-6, 7-5        |
| 1978 | Jimmy Connors      | Tim Gullikson        | 7-6, 6-3                  |
| 1979 | Jimmy Connors      | Arthur Ashe          | 6-4, 5-7, 6-3             |
| 1980 | John McEnroe       | Jimmy Connors        | 7-6, 7-6                  |
| 1981 | Gene Mayer         | Roscoe Tanner        | 6-2, 6-4                  |
| 1982 | Johan Kriek        | John McEnroe         | 6-3, 3-6, 6-4             |
| 1983 | Jimmy Connors      | Gene Mayer           | 7-5, 6-0                  |
| 1984 | Jimmy Connors      | Henri Leconte        | 6-3, 4-6, 7-5             |
| 1985 | Stefan Edberg      | Yannick Noah         | 6-1, 6-0                  |
| 1986 | Brad Gilbert       | Stefan Edberg        | 7-5, 7-6                  |
| 1987 | Stefan Edberg      | Jimmy Connors        | 6-3, 2-1 ret              |
| 1988 | Andre Agassi       | Mikael Pernfors      | 6-4, 6-4, 7-5             |
| 1989 | Brad Gilbert       | Johan Kriek          | 6-2, 6-2 ret              |
| 1990 | Michael Stich      | Wally Masur          | 6-7, 6-4, 7-6             |
| 1991 | Ivan Lendl         | Michael Stich        | 7-5, 6-3                  |
| 1992 | MaliVai Washington | Wayne Ferreira       | 6-3, 6-2                  |
| 1993 | Jim Courier        | Todd Martin          | 5-7, 7-64, 7-64           |
| 1994 | Todd Martin        | Brad Gilbert         | 6-4, 7-5                  |
| 1995 | Todd Martin        | Paul Haarhuis        | 7-62, 6-4                 |
| 1996 | Pete Sampras       | Todd Martin          | 6-4, 7-62                 |
| 1997 | Michael Chang      | Todd Woodbridge      | 6-3, 6-4                  |
| 1998 | Mark Philippoussis | Michael Chang        | 6-3, 6-2                  |
| 1999 | Tommy Haas         | Jim Courier          | 6-4, 6-1                  |
| 2000 | Magnus Larsson     | Byron Black          | 6-2, 1-6, 6-3             |
| 2001 | Mark Philippoussis | Davide Sanguinetti   | 6-3, 6-75, 6-3            |
| 2002 | Andy Roddick       | James Blake          | 6-4, 3-6, 7-5             |
| 2003 | Taylor Dent        | Andy Roddick         | 6-1, 6-4                  |
| 2004 | Joachim Johansson  | Nicolas Kiefer       | 7-65, 6-3                 |
| 2005 | Kenneth Carlsen    | Max Mirnyj           | 7-5, 7-5                  |
| 2006 | Tommy Haas         | Robin Söderling      | 6-3, 6-2                  |
| 2007 | Tommy Haas         | Andy Roddick         | 6-3, 6-2                  |
| 2008 | Steve Darcis       | Robin Söderling      | 6-3, 7-65                 |
| 2009 | Andy Roddick       | Radek Štěpánek       | 7-5, 7-5                  |
| 2010 | Sam Querrey        | John Isner           | 6–7(3), 7–6(5), 6–3       |
| 2011 | Andy Roddick       | Milos Raonic         | 7–6(9–7), 6–7(11–13), 7–5 |
| 2012 | Jürgen Melzer      | Milos Raonic         | 7–5, 7–6(7–4)             |
| 2013 | Kei Nishikori      | Feliciano López      | 6–2, 6–3                  |
| 2014 | Kei Nishikori      | Ivo Karlović         | 6–4, 7–6(7–0)             |
| 2015 | Kei Nishikori      | Kevin Anderson       | 6–4, 6–4                  |
| 2016 | Kei Nishikori      | Taylor Fritz         | 6–4, 6–4                  |
| 2017 | Ryan Harrison      | Nikoloz Basilashvili | 6–1, 6–4                  |

### Dubbel
| År   | Mästare                                 | Finalister                              | Resultat              |
| ---- | --------------------------------------- | --------------------------------------- | --------------------- |
| 1976 | Vijay Amritraj / Anand Amritraj         | Marty Riessen / Roscoe Tanner           | 6-3, 6-4              |
| 1977 | Sherwood Stewart / Fred McNair          | Robert Lutz / Stan Smith                | 4-6, 7-6, 7-6         |
| 1978 | Brian Gottfried / Raúl Ramírez          | Phil Dent / John Newcombe               | 3-6, 7-6, 6-2         |
| 1979 | Tom Okker / Wojtek Fibak                | Frew McMillan / Dick Stockton           | 6-1, 6-4              |
| 1980 | John McEnroe / Brian Gottfried          | Rod Frawley / Tomáš Šmíd                | 6-3, 6-4              |
| 1981 | Gene Mayer / Sandy Mayer                | Mike Cahill / Tom Gullikson             | 6-2, 6-4              |
| 1982 | Kevin Curren / Steve Denton             | John McEnroe / Peter Fleming            | 6-4, 7-5              |
| 1983 | Peter McNamara / Paul McNamee           | Tim Gullikson / Tom Gullikson           | 6-1, 6-1              |
| 1984 | Fritz Buehning / Peter Fleming          | Heinz Günthardt / Tomáš Šmíd            | 7-5, 7-6              |
| 1985 | Pavel Složil / Tomáš Šmíd               | Kevin Curren / Steve Denton             | 6-7, 7-6, 7-6         |
| 1986 | Ken Flach / Robert Seguso               | Guy Forget / Anders Järryd              | 2-6, 7-6, 7-6         |
| 1987 | Anders Järryd / Jonas Svensson          | Sergio Casal / Emilio Sánchez           | 6-2, 6-4              |
| 1988 | Kevin Curren / David Pate               | Peter Lundgren / Mikael Pernfors        | 6-3, 7-5              |
| 1989 | Paul Annacone / Christo Van Rensburg    | Scott Davis / Tim Wilkison              | 6-4, 6-2              |
| 1990 | Darren Cahill / Mark Kratzmann          | Udo Riglewski / Michael Stich           | 6-3, 6-2              |
| 1991 | Michael Stich / Udo Riglewski           | John Fitzgerald / Laurie Warder         | 6-2, 6-7, 6-3         |
| 1992 | Todd Woodbridge / Mark Woodforde        | Kevin Curren / Gary Muller              | 7-6, 6-1              |
| 1993 | Todd Woodbridge / Mark Woodforde        | Jacco Eltingh / Paul Haarhuis           | 6-4, 4-6, 6-3         |
| 1994 | Byron Black / Jonathan Stark            | Jim Grabb / Jared Palmer                | 6-2, 6-4              |
| 1995 | Jared Palmer / Richey Reneberg          | Tommy Ho / Brett Steven                 | 7-5, 6-3              |
| 1996 | Mark Knowles / Daniel Nestor            | Todd Woodbridge / Mark Woodforde        | 7-6, 1-6, 6-4         |
| 1997 | Ellis Ferreira / Patrick Galbraith      | Rick Leach / Jonathan Stark             | 6-2, 6-3              |
| 1998 | Todd Woodbridge / Mark Woodforde        | Ellis Ferreira / David Roditi           | 6-4, 6-2              |
| 1999 | Todd Woodbridge / Mark Woodforde        | Sébastien Lareau / Alex O'Brien         | 6-4, 7-5              |
| 2000 | Justin Gimelstob / Sébastien Lareau     | Jim Grabb / Richey Reneberg             | 6-4, 6-4              |
| 2001 | Bob Bryan / Mike Bryan                  | Alex O'Brien / Jonathan Stark           | 6-2, 6-2              |
| 2002 | Brian MacPhie / Nenad Zimonjić          | Bob Bryan / Mike Bryan                  | 6-3, 3-6, [10-4]      |
| 2003 | Mark Knowles / Daniel Nestor            | Bob Bryan / Mike Bryan                  | 6-2, 7-6              |
| 2004 | Bob Bryan / Mike Bryan                  | Jeff Coetzee / Chris Haggard            | 6-3, 6-4              |
| 2005 | Simon Aspelin / Todd Perry              | Bob Bryan / Mike Bryan                  | 6-4, 6-4              |
| 2006 | Ivo Karlović / Chris Haggard            | James Blake / Mardy Fish                | 0-6, 7-5, [10-5]      |
| 2007 | Eric Butorac / Jamie Murray             | Julian Knowle / Jürgen Melzer           | 7-5, 6-3              |
| 2008 | Mahesh Bhupathi / Mark Knowles          | Sanchai Ratiwatana / Sonchat Ratiwatana | 7-65, 6-2             |
| 2009 | Mardy Fish / Mark Knowles               | Travis Parrott / Filip Polášek          | 7–6(7), 6–1           |
| 2010 | John Isner / Sam Querrey                | Ross Hutchins / Jordan Kerr             | 6–4, 6–4              |
| 2011 | Max Mirnyj / Daniel Nestor              | Eric Butorac / Jean-Julien Rojer        | 6–2, 6–7(6–8), [10–3] |
| 2012 | Max Mirnyj / Daniel Nestor              | Ivan Dodig / Marcelo Melo               | 4–6, 7–5, [10–7]      |
| 2013 | Bob Bryan / Mike Bryan                  | James Blake / Jack Sock                 | 6-1, 6-2              |
| 2014 | Eric Butorac / Raven Klaasen            | Bob Bryan / Mike Bryan                  | 6-4, 6-4              |
| 2015 | Mariusz Fyrstenberg / Santiago González | Artem Sitak / Donald Young              | 5–7, 7–6(7–1), [10–8] |
| 2016 | Mariusz Fyrstenberg / Santiago González | Steve Johnson / Sam Querrey             | 6–4, 6–4              |
| 2017 | Brian Baker / Nikola Mektić             | Ryan Harrison / Steve Johnson           | 6–3, 6–4              |

## Cellular South Cup

### Singel
| År            | Mästare                 | Finalist                | Resultat       |
| Oklahoma City | Oklahoma City           | Oklahoma City           | Oklahoma City  |
| ------------- | ----------------------- | ----------------------- | -------------- |
| 1986          | Marcella Mesker         | Lori McNeil             | 6-4, 4-6, 6-3  |
| 1987          | Elizabeth Smylie        | Lori McNeil             | 4-6, 6-3, 7-5  |
| 1988          | Lori McNeil             | Brenda Schultz-McCarthy | 6-3, 6-2       |
| 1989          | Manon Bollegraf         | Leila Meskhi            | 6-4, 6-4       |
| 1990          | Amy Frazier             | Manon Bollegraf         | 6-4, 6-2       |
| 1991          | Jana Novotná            | Anne Smith              | 3-6, 6-3, 6-2  |
| 1992          | Zina Garrison Jackson   | Lori McNeil             | 7-5, 3-6, 7-6  |
| 1993          | Zina Garrison Jackson   | Patty Fendick           | 6-2, 6-2       |
| 1994          | Meredith McGrath        | Brenda Schultz-McCarthy | 7-66, 7-64     |
| 1995          | Brenda Schultz-McCarthy | Jelena Lichovtseva      | 6-1, 6-2       |
| 1996          | Brenda Schultz-McCarthy | Amanda Coetzer          | 6-3, 6-2       |
| 1997          | Lindsay Davenport       | Lisa Raymond            | 6-4, 6-2       |
| 1998          | Venus Williams          | Joannette Kruger        | 6-3, 6-2       |
| 1999          | Venus Williams          | Amanda Coetzer          | 6-3, 6-0       |
| 2000          | Monica Seles            | Nathalie Dechy          | 6-1, 7-63      |
| 2001          | Monica Seles            | Jennifer Capriati       | 6-3, 5-7, 6-2  |
| Memphis       |                         |                         |                |
| 2002          | Lisa Raymond            | Alexandra Stevenson     | 4-6, 6-3, 7-69 |
| 2003          | Lisa Raymond            | Amanda Coetzer          | 6-3, 6-2       |
| 2004          | Vera Zvonareva          | Lisa Raymond            | 4-6, 6-4, 7-5  |
| 2005          | Vera Zvonareva          | Meghann Shaughnessy     | 7-63, 6-2      |
| 2006          | Sofia Arvidsson         | Marta Domachowska       | 6-2, 2-6, 6-3  |
| 2007          | Venus Williams          | Shahar Pe'er            | 6-1, 6-1       |
| 2008          | Lindsay Davenport       | Olga Govortsova         | 6-2, 6-1       |
| 2009          | Victoria Azarenka       | Caroline Wozniacki      | 6–1, 6–3       |

### Dubbel
| År            | Mästare                                 | Finalister                             | Resultat       |
| Oklahoma City | Oklahoma City                           | Oklahoma City                          | Oklahoma City  |
| ------------- | --------------------------------------- | -------------------------------------- | -------------- |
| 1986          | Marcella Mesker / Pascale Paradis       |                                        |                |
| 1987          | Svetlana Parkhomenko / Larisa Savtjenko |                                        |                |
| 1988          | Jana Novotná / Catherine Suire          |                                        |                |
| 1989          | Lori McNeil / Betsy Nagelson            |                                        |                |
| 1990          | Mary Lou Daniels / Wendy White          |                                        |                |
| 1991          | Meredith McGrath / Anne Smith           |                                        |                |
| 1992          | Lori McNeil / Nicole Provis             |                                        |                |
| 1993          | Patty Fendick / Zina Garrison           |                                        |                |
| 1994          | Patty Fendick / Meredith McGrath        |                                        |                |
| 1995          | Nicole Arendt / Laura Golarsa           |                                        |                |
| 1996          | Chanda Rubin / Brenda Schultz-McCarthy  |                                        |                |
| 1997          | Rika Hiraki / Nana Miyagi               |                                        |                |
| 1998          | Serena Williams / Venus Williams        |                                        |                |
| 1999          | Lisa Raymond / Rennae Stubbs            |                                        |                |
| 2000          | Kimberly Po / Corina Morariu            |                                        |                |
| 2001          | Amanda Coetzer / Lori McNeil            | Janet Lee / Wynne Prakusya             | 6-3, 2-6, 6-0  |
| Memphis       |                                         |                                        |                |
| 2002          | Ai Sugiyama / Elena Tatarkova           | Melissa Middleton / Brie Rippner       | 6-4, 2-6, 6-0  |
| 2003          | Akiko Morigami / Saori Obata            | Alina Jidkova / Bryanne Stewart        | 6-1, 6-1       |
| 2004          | Åsa Svensson / Meilen Tu                | Maria Sjarapova / Vera Zvonareva       | 6-4, 7-60      |
| 2005          | Miho Saeki / Yuka Yoshida               | Laura Granville / Abigail Spears       | 6-3, 6-4       |
| 2006          | Lisa Raymond / Samantha Stosur          | Victoria Azarenka / Caroline Wozniacki | 7-62, 6-3      |
| 2007          | Nicole Pratt / Bryanne Stewart          | Jarmila Gajdošová / Akiko Morigami     | 7-5, 4-6, 10-5 |
| 2008          | Lindsay Davenport / Lisa Raymond        | Angela Haynes / Mashona Washington     | 6-3, 6-1       |
| 2009          | Victoria Azarenka / Caroline Wozniacki  | Juliana Fedak / Michaella Krajicek     | 6–1, 7–6(2)    |